# 寿城市場駅
寿城市場駅（スソンシジャンえき）は、大韓民国大邱広域市寿城区にある大邱交通公社（DTRO）3号線の駅である。駅番号は334。

## 駅構造
相対式ホーム2面2線の高架駅。
のりば
※のりば番号の設定は無し。
| 上り | ●大邱都市鉄道3号線 | 大鳳橋・ゴンドゥルバウィ・漆谷慶大病院方面 |
| 下り | ●大邱都市鉄道3号線 | 寿城区民運動場・オリニセサン・龍池方面     |

## 駅周辺
- 大邱広域市教育庁
- 大邱東星初等学校
- 大邱東中学校
- 大邱東一初等学校
- 大邱城東初等学校
- 寿城2,3街洞住民センター
- 寿城市場
- 寿城教会
- 太白市場

## 歴史
- 2015年4月23日: 3号線の開業とともに開業。

## 隣の駅
大邱交通公社
●3号線
大鳳橋駅 (333) - 寿城市場駅 (334) - 寿城区民運動場駅 (335)